# Pierwsza kampania Mehmeda II w Albanii
Pierwsza kampania Mehmeda II w Albanii – nieudana kampania sułtana Mehmeda II przeciwko Lidze w Lezhy, która miała miejsce w 1452 roku. Sułtan wysłał do walki liczącą od 25 tys. do 27 tys. niedoświadczoną armię, która była dowodzona przez Tahipa Paszę oraz Hamzę Paszę.
Państwa albańskie przeżywały wówczas kryzys, a albański dowódca Skanderbeg był wasalem króla Aragonii Alfonsa V. W celu osłabienia aragońskich wpływów Republika Wenecka próbowała nastawić przeciwko Skanderbegowi państwa niemu przyjazne. Mehmed II widział w tym możliwość podboju Albanii, lecz Skanderbeg znał taktykę sułtana. Gdy armia osmańska została rozdzielona, dnia 21 lipca 1452 roku wojska albańskie ją zaatakowały, wygrywając bitwy o Modrič i pod Meçad. W ich wyniku Tahip Pasza zginął w walce, a Hamza Pasza został wraz ze swoim sztabem schwytany do niewoli. Jeńcy zostali uwolnieni za zapłatą 13 tys. dukatów.

## Relacje Skanderbega z państwami zachodnimi
Zwycięskie dla Albańczyków oblężenie Krui z 1450 roku spowodowało ciężkie straty zarówno po stronie osmańskiej, jak i albańskiej, dodatkowym problemem Albanii były niedobory plonów, które skutkowały klęską głodu. Po śmierci sułtana Murada II w 1451 roku na osmański tron powrócił jego syn Mehmed II Zdobywca. Skanderbeg był świadomy, że siły albańskie nie są wystarczająco dobrze zaopatrzone i nie byłyby w stanie powstrzymać osmańskiego ataku, gdyby nowy sułtan zdecydował się na atak. Ponadto Księstwo Dukagjini, jedno z najpotężniejszych albańskich księstw, prowadziło otwarte negocjacje z Imperium Osmańskim. Skanderbeg uważał, że księstwo mogłoby się stać wasalem sułtana.
Żeby zapobiec potencjalnemu rozpadowi Ligi w Lezhy z powodu konfliktów wewnętrznych, zrujnowanej gospodarki i osłabionej armii, Skanderbeg zaczął szukać sojuszników. Początkowo zwrócił się do Republiki Weneckiej, proponując jej sojusz wojskowy oraz wasalizację. Propozycję odrzucono, ponieważ Republika Wenecka miała dobre stosunki z Imperium Osmańskim. Z kolei Państwo Kościelne zaoferowało Skanderbegowi pomoc finansową, jednak według niego okazała się niewystarczająca. Z kolei król Aragonii pozostawał sceptyczny wobec Skanderbega, ponieważ rodzina Kastrioti, z której ten się wywodził, była wcześniej sprzymierzona z Wenecją. Alfons V Aragoński, jako praktykujący chrześcijanin, widział trudności w sprzymierzeniu się ze Skanderbegiem z powodu praktykowania przez niego islamu podczas jego służby w osmańskim wojsku.
26 marca 1451 roku podpisano traktat z Gaety, na mocy którego Królestwo Aragonii weszło w sojusz ze Skanderbegiem, ten wysyłał swoich dyplomatów również m.in. do Księstwa Mediolanu i Republiki Sieny. W sierpniu 1451 roku Skanderbeg wraz z władzami Republiki Weneckiej wysyłał listy do mediolańskiego księcia Franciszka I Sforzy, w których informowano o albańskich zwycięstwach nad osmańską armią oraz proszono go o wysłanie Albańczykom zaopatrzenia w celu dalszej obrony przed wrogiem. Książę jednak nie zgodził się na udzielenie pomocy Albanii, co uzasadniał niestabilną sytuacją polityczną w jego kraju. Władze weneckie oświadczyły, że są zwolennikami pokoju między Albanią a Imperium Osmańskim, a Republika Raguzy przekazała Albanii dużą ilość dukatów.

## Konflikt o kontrolę nad Albanią
Głównym powodem zawarcia sojuszu między Skanderbegiem a Alfonsem V były obawy Skanderbega przed ambicjami mocarstwowymi nowego sułtana Mehmeda II Zdobywcy. Chciał on odzyskać tereny od Syrii po Hiszpanię, nad którymi panował cesarz bizantyjski Justynian I . Sułtan był również jednym z pierwszych monarchów od czasów Starożytnego Rzymu, który bezpośrednio kontrolował swoją armię oraz unowocześniał ją poprzez zaopatrywanie jej w najnowsze modele armat.
Król Aragonii chciał, by Liga w Lezhy była tak potężna, by sama mogła wypowiedzieć wojnę Imperium Osmańskiemu. W maju 1451 wysłał do Krui 200 żołnierzy i dwóch oficerów z Katalonii, a 7 czerwca tego roku zawarł sojusz z Gjergjem Arianitim, pochodzącym z południowej Albanii członkiem Ligi. Aragoński władca zawierał sojusze z innymi ważniejszymi szlachcicami sprzymierzonymi ze Skanderbegiem, m.in. z Gjonem Muzaką. Z kolei szlachcic Pal Dukagjini miał dobre relacje z Republiką Wenecką i z sułtanem.
W 1451 roku Mehmed II Zdobywca przebywał w Azji Mniejszej, gdzie był zajęty walką z Karamanidami i Menteszami, jednak zamierzał ponowić walki przeciwko Albanii. W tym czasie Skanderbeg odbudował zamek w Krui oraz w ciągu kilku miesięcy wzniósł nową fortecę w Modriču.
Republika Wenecka, przeciwna ekspansji aragońskich wpływów (Albania była wówczas wasalem Aragonii), próbowała nastawić przeciwko Albanii państwa, które miały z nią dobre relacje. W odpowiedzi na politykę Wenecji, król Aragonii Alfons V mianował Bernarda Vaquera na gubernatora Krui, który został wkrótce zastąpiony na tym stanowisku przez Ramona d'Ortafę. Dowódcą stacjonującego w tym mieście garnizonu wojskowego, liczącego wówczas 100 osób, był Pedro Scuder.
Stefan I Crnojević, książę Zety, nie utrzymywał stosunków z Alfonsem V. Sprzymierzył się za to z Wenecją, której stał się wasalem. Zobowiązał się do ochrony terytorium Albanii Weneckiej przed potencjalnymi serbskimi i osmańskimi atakami.

## Wojna z Imperium Osmańskim
W 1452 roku osmańska kawaleria zaczęła atakować wschodnie terytoria Albanii. Była to taktyka powszechnie używana w osmańskim wojsku. Miała ona na celu osłabienie wroga przed rozpoczęciem inwazji na pełną skalę. 23 kwietnia tego roku gubernator Krui Raimon d'Ortafà wysyłał listy do Alfonsa V Aragońskiego z prośbą o pomoc. d'Ortafà obawiał się, że osmańska inwazja zmusiłaby wielu Albańczyków do przejścia na islam. Sułtan Mehmed II wykorzystał fakt, że członkowie Ligi w Lezhy są ze sobą skłóceni i wysłał do Albanii siły liczące od 25 tys. do 27 tys. niedoświadczonych żołnierzy. Uważał on, że armia będzie w stanie osłabić albański opór na tyle, by rozpocząć skoordynowaną inwazję.

### Bitwa o Modrič
Skanderbeg zebrał 14 tys. ludzi i wraz z nimi wyruszył przeciwko osmańskiej armii dowodzonej przez Tahipa Paszę. Planował najpierw pokonać liczące 14 tys. żołnierzy siły Hamzy Paszy, a następnie otoczyć liczące od 10 tys. do 12 tys. żołnierzy siły Tahipa. 21 lipca 1452 roku wojska albańskie zaatakowały żołnierzy Hamzy, nie dając im czasu na przygotowanie się. Walka nie trwała długo; siły Hamzy zdecydowały się wycofać, a sam dowódca został schwytany wraz ze swoim sztabem, który został uwolniony po wpłacie 13 tys. dukatów.

### Bitwa pod Meçad
Po pokonaniu armii Hamzy Paszy Skanderbeg wysłał swoich żołnierzy na północ od miejscowości Modrič, gdzie stacjonowała armia Tahipa Paszy. Przed przystąpieniem do ataku, Skanderbeg wysłał Moisiego Golemiego na tyły osmańskiej armii. Podczas bitwy Golemi stoczył pojedynek z Tahipem Paszą, którego wynikiem była śmierć osmańskiego dowódcy. Po śmierci Tahipa, jego żołnierze wycofali się z pola bitwy.

## Następstwa
W bitwach o Modrič i pod Meçad zginęło łącznie ponad 7 tys. żołnierzy po osmańskiej stronie i tysiąc po albańskiej. Część zmęczonych albańskich żołnierzy odmówiła ścigania wycofujących się sił osmańskich.
Zwycięstwo Skanderbega nad Mehmedem II było dla Albańczyków niespodziewanym rezultatem. Gubernator Krui Ramon d'Ortafà poinformował Alfonsa V Aragońskiego o zwycięstwie Albanii, co aragoński król przyjął z entuzjazmem.
Ze względu na dobre relacje wenecko-osmańskie, Skanderbeg postanowił poprawić relacje z Republiką Wenecką. Jednym z kroków dla ich ocieplenia było wysłanie jednego z albańskich oddziałów do weneckiego miasta Cattaro w celu udaremnienia ataku serbskiego władcy Jerzego I Brankovicia na to miasto. Republika Wenecka, mimo podziękowania Skanderbegowi za pomoc, wciąż jednak była niechętna Albanii. Kolejnym krokiem Skanderbega do poprawy wzajemnych relacji było wysłanie mówcy Ezopa Zguriego do Alfonsa V. Mówca miał poprosić o pomoc wojskową dla Albanii oraz przekonać władcę, by ten wezwał do pojednania z Wenecją. Pierwsza prośba nie mogła zostać spełniona, ponieważ król nie dysponował wystarczającą ilością żołnierzy ani funduszy. 5 marca 1453 roku Alfons V Aragoński wysłał list do Republiki Weneckiej, w którym potępił ją za wspieranie wrogów Skanderbega.
22 kwietnia 1453 roku, Mehmed II Zdobywca wysłał kolejną wyprawę do Albanii pod dowództwem Ibrahima Paszy, który zginął podczas bitwy na równinie Polog. Dnia 29 maja tego roku upadło Cesarstwo Bizantyjskie, co zaniepokoiło chrześcijańskie państwa zachodniej Europy; sułtan Mehmed II Zdobywca następnie zwrócił swoją uwagę na Królestwo Węgier oraz na państwa włoskie. W celu powstrzymania przyszłych osmańskich ataków, Albania, Raguza, Serbia i Węgry założyły luźną koalicję przeciwko Imperium Osmańskiemu.